# TvOS
tvOS (trước đây là Apple TV Software) là một hệ điều hành được phát triển bởi Apple Inc. cho Apple TV thế hệ thứ 2, và sau này là hệ điều hành cho Apple TV. tvOS dựa trên hệ điều hành iOS và có nhiều công nghệ tương tự. tvOS cho Apple TV cho thế hệ thứ 2 và thứ 3 có một số ứng dụng tích hợp, nhưng không hỗ trợ các ứng dụng của bên thứ ba. Apple TV thế hệ thứ 4 được hỗ trợ phần mềm của bên thứ ba thông qua App Store, đã được ra mắt tại sự kiện Apple ngày 9 tháng 9 năm 2015. Vào ngày 29 tháng 10 năm 2015, các đơn đặt hàng trước của Apple TV thế hệ thứ 4 đã bắt đầu và được chuyển tới khách hàng vào tuần kế tiếp..

Apple TV

Phiên bản mới nhất là tvOS 16.4, ra mắt 28/03/2023. Với dịch vụ Apple TV+, tvOS và Apple TV sẽ đóng vai trò lớn trong tương lai của Apple.